# Zaleś (Sokołów)
Pour les articles homonymes, voir Zaleś.
Zaleś [ˈzalɛɕ] est un village polonais de la gmina de Sterdyń dans le powiat de Sokołów et dans la voïvodie de Mazovie, au centre-est de la Pologne.